# Oskar Poříska
Oskar Pořiska (12. září 1897 Brno – 31. května 1982 Brno) byl český architekt.

## Život a dílo
V roce 1915 odmaturoval v Brně na 1. české reálce. Od roku 1918 začal studovat stavební inženýrství na České vysoké škole technické v Brně a v roce 1920 začal souběžně studovat architekturu a pozemní stavitelství na Českém vysokém učení technickém v Praze. Studium ukončil v roce 1924 a v tentýž rok začal pracovat na stavebním úřadu města Brna.
Navrhl mimo jiné následující stavby:
- Obchodní a bytový dům Convalaria, Brno, Česká 19, Veselá 26, postaveno v roce 1937
- Nemocnice Brno, Brno, Jihlavská 20, postaveno v letech 1932–1935
- Městská ubytovací kancelář, později Čedok, Brno, Nádražní 20, navrženo v souvislosti s Výstavou soudobé kultury v Československu v roce 1928
- Zastávka Obilní trh, Brno, Obilní trh, navrženo v roce 1926
- Tyršova základní škola, Brno, Kuldova 38, postavena 1932
- Nadační dům Valentina Falkensteinera, Brno, Moravské náměstí č. 14a-14b, postaveno 1934
- Biskupské gymnázium Brno, Brno, Barvičova 85, navrženo v roce 1937 společně s Janem Chomutovským
- Kolonáda v Luhačovicích, realizace 1947–1951
- Tomešova vila, Brno, Tomešova 6, navrženo 1927 pro starostu Brna Karla Tomeše

## Ocenění
Roku 1929 získal zlatou medaili za architekturu v Miláně, totéž ocenění převzal roku 1935 v Bruselu a roku 1937 v Paříži. V roce 1968 mu byla udělena od Rady Národního výboru v Brně pamětní medaile ku příležitosti 50. výročí vzniku Československa. V roce 1966 dostal vyznamenání Za zásluhy o výstavbu.

## Galerie

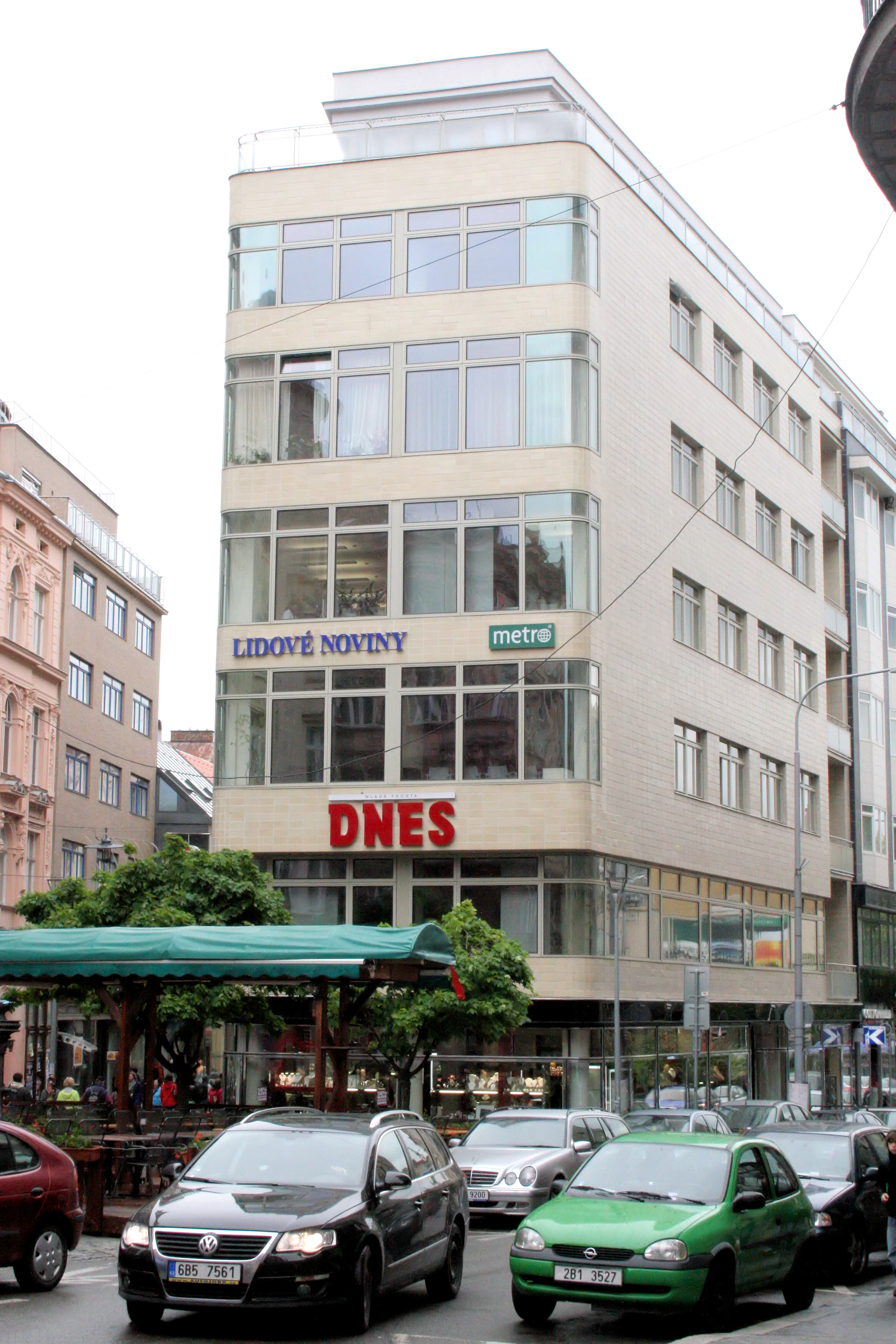
Convalaria
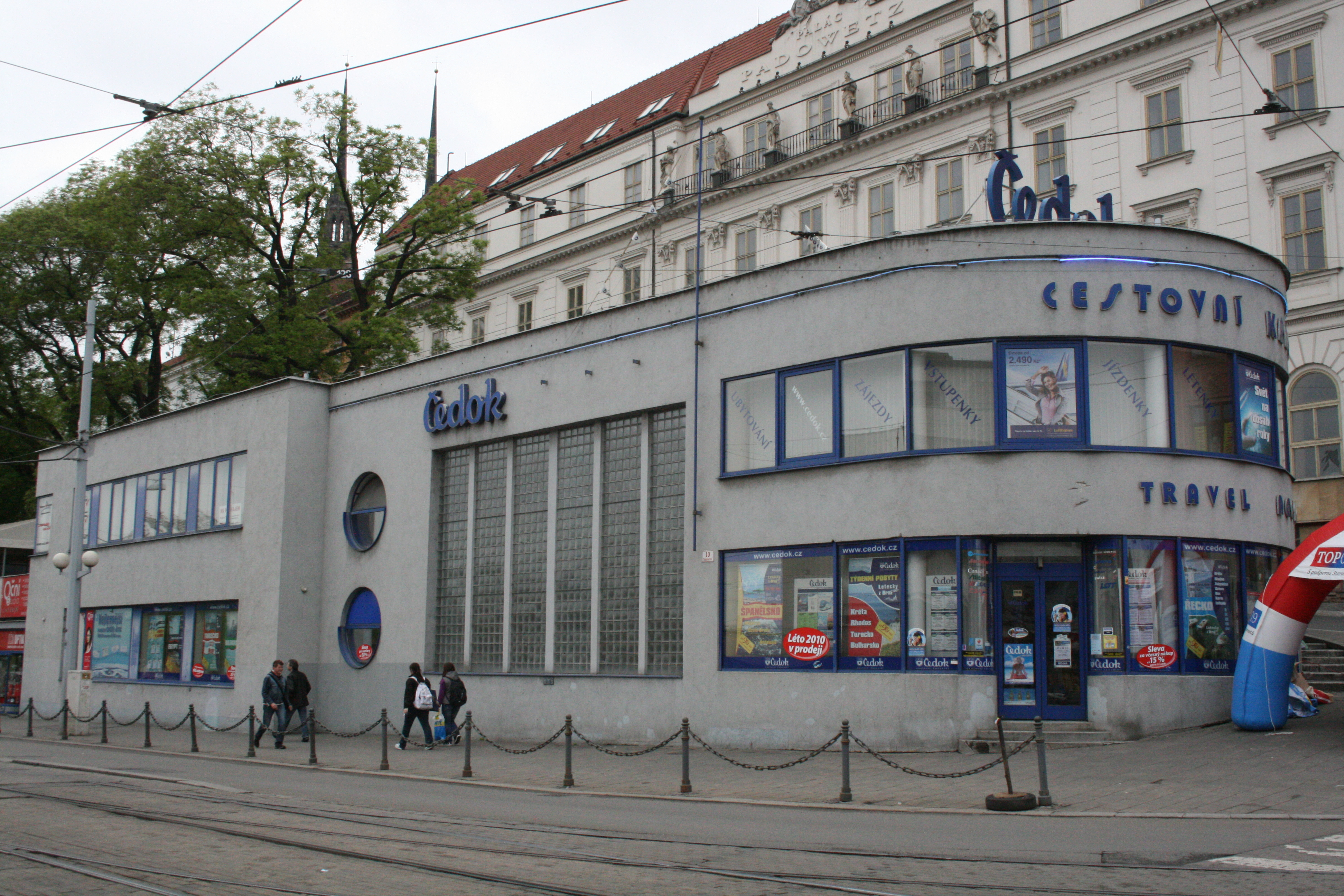
Čedok
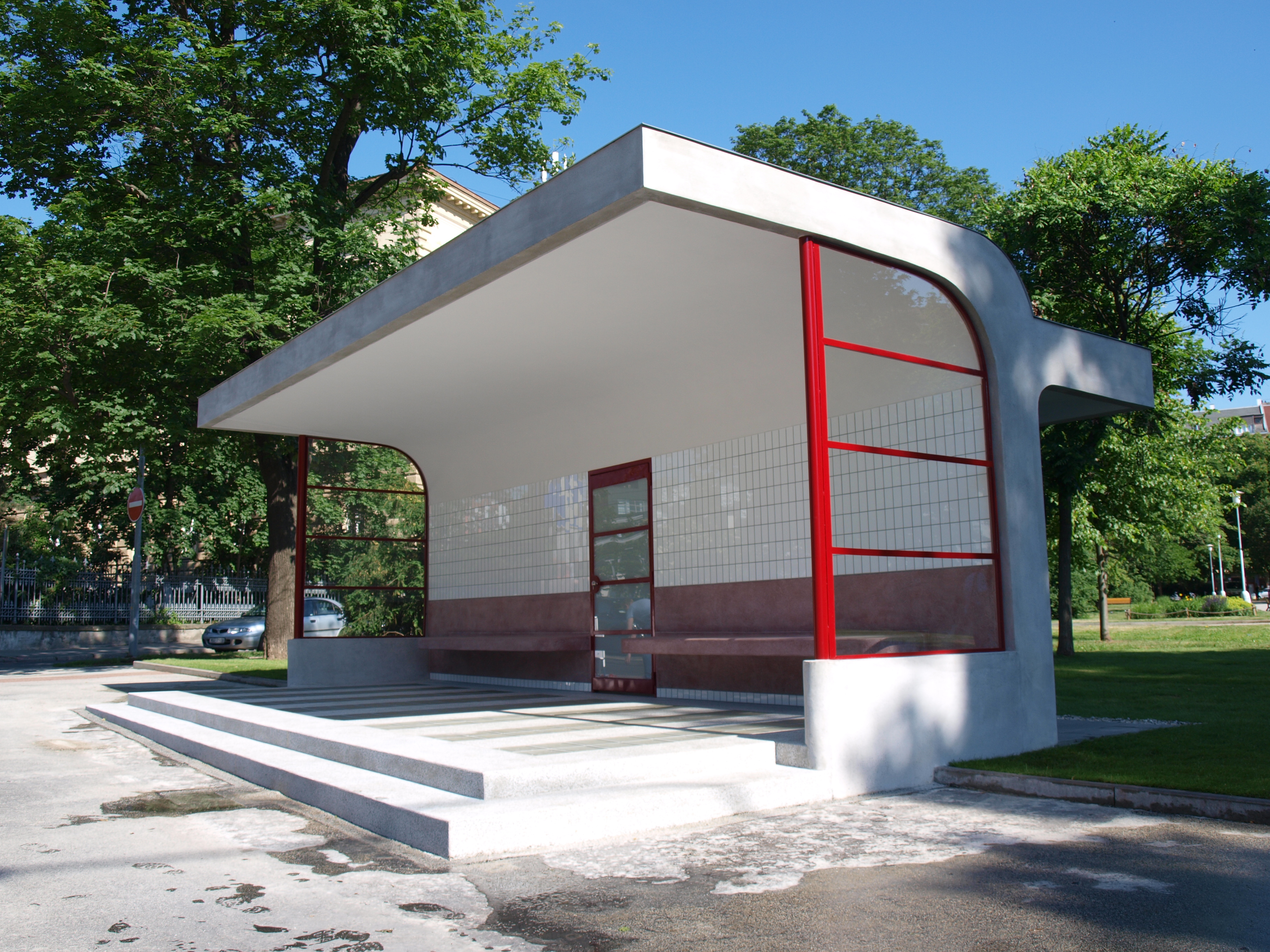
Zastávka na Obilním trhu
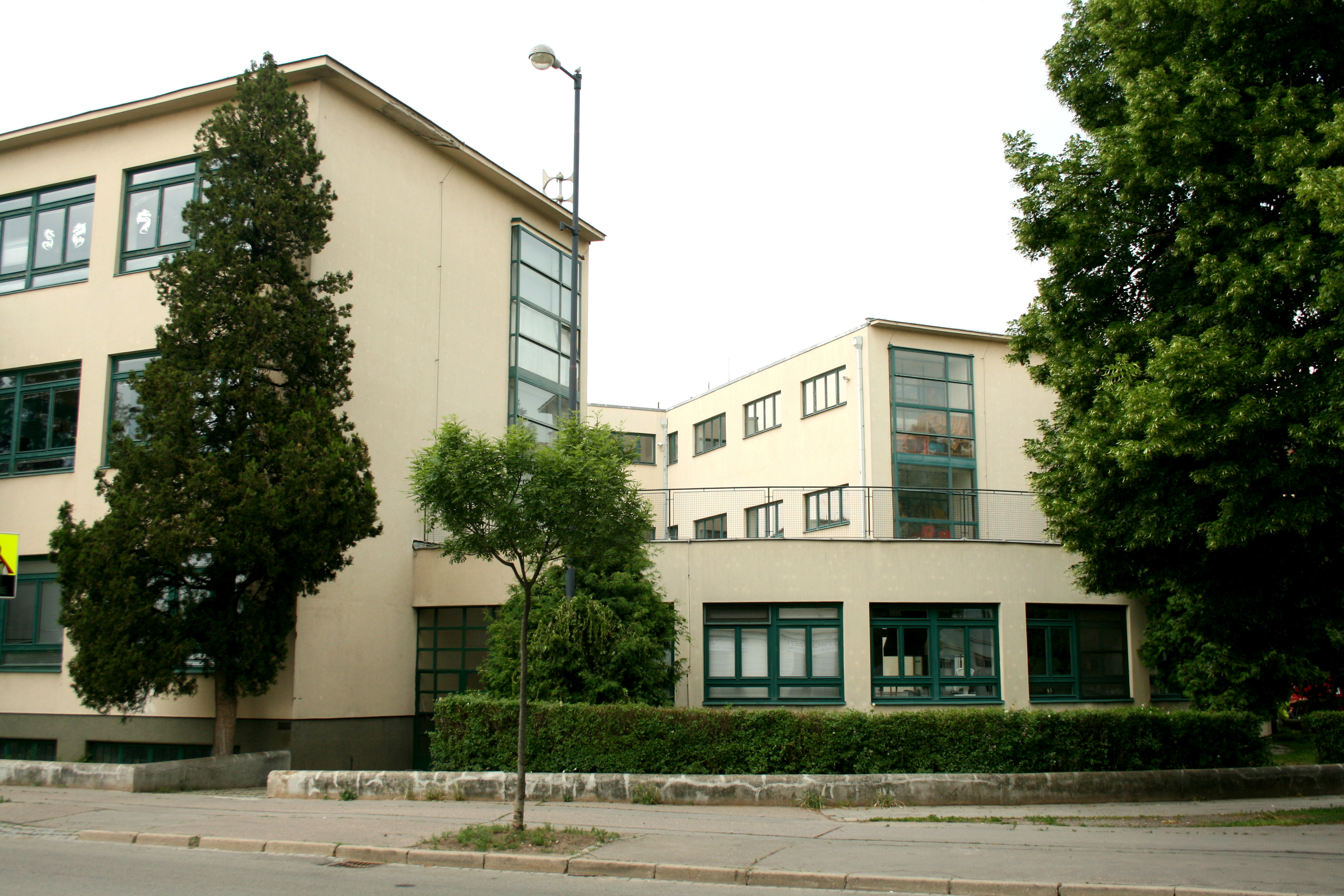
Tyršova základní škola
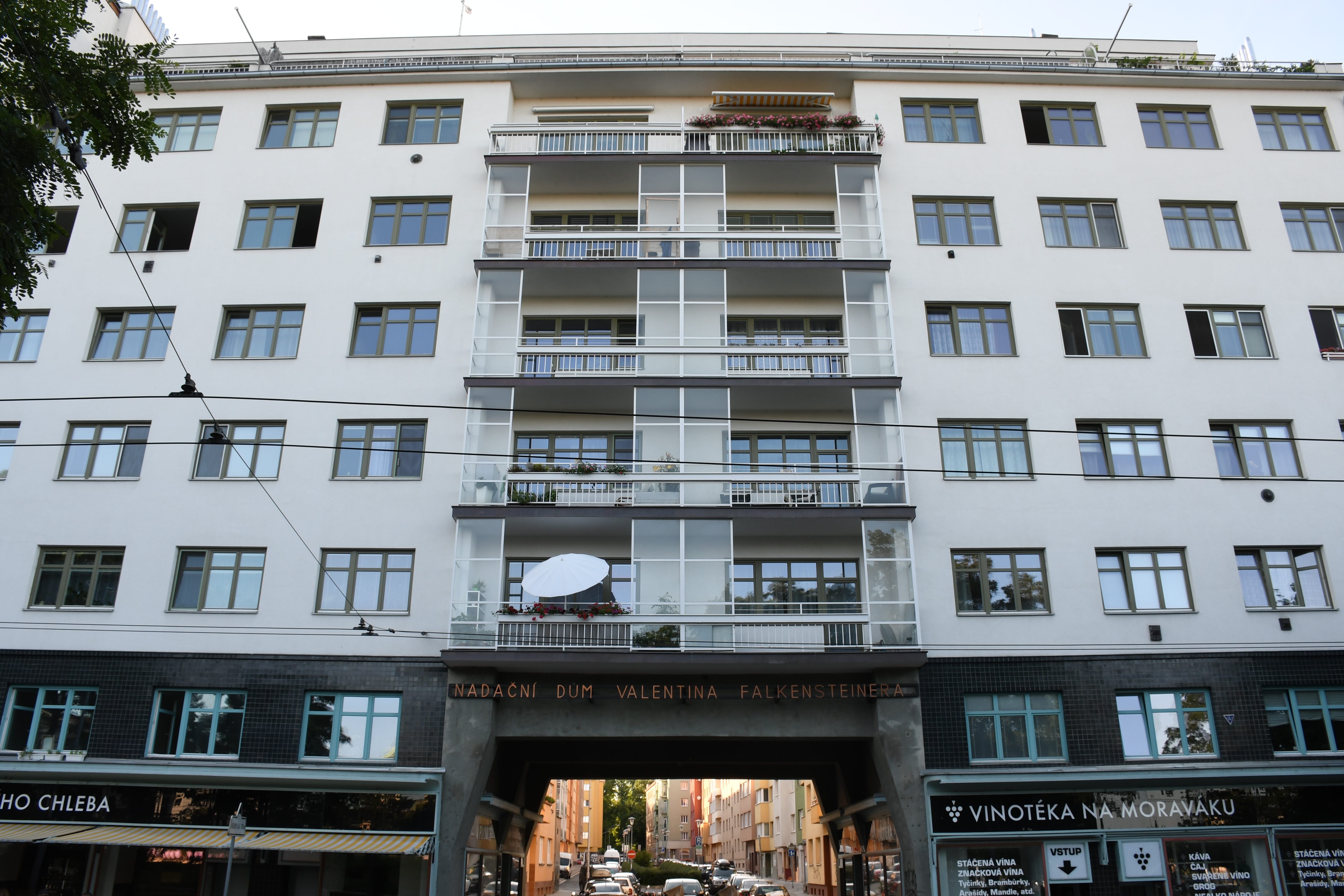
Nadační dům Valentina Falkensteinera
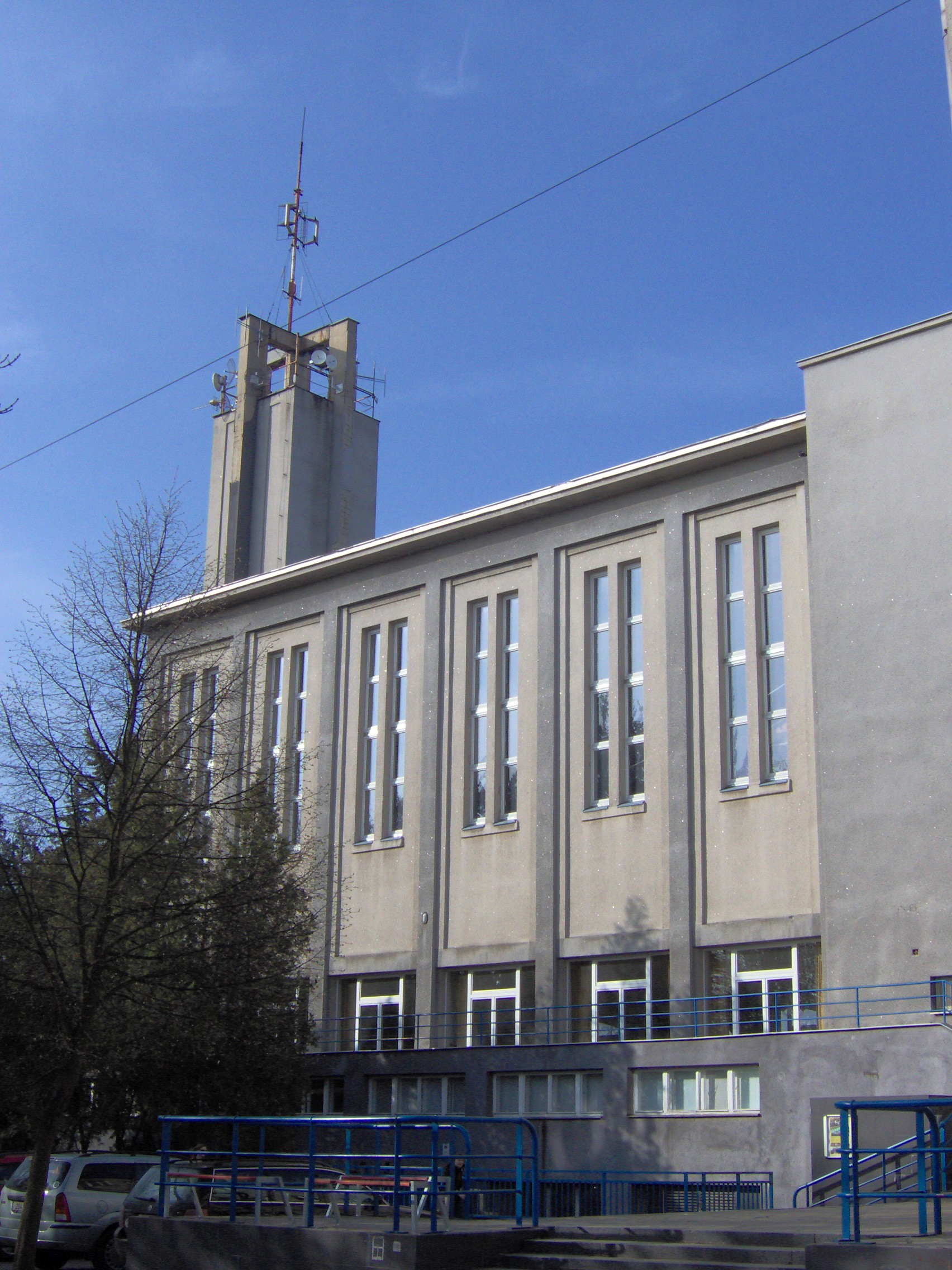
Biskupské gymnázium
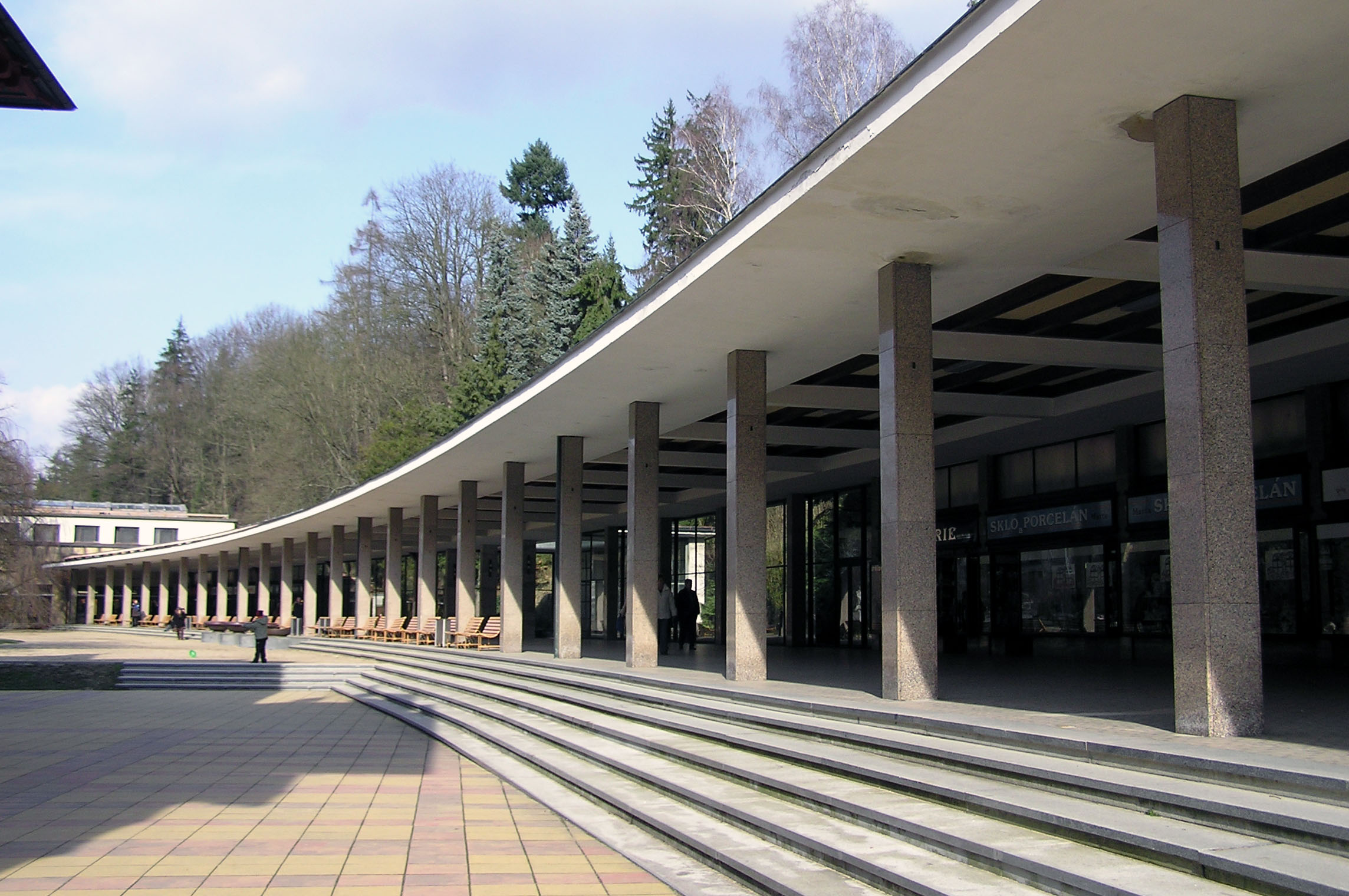
Kolonáda v Luhačovicích
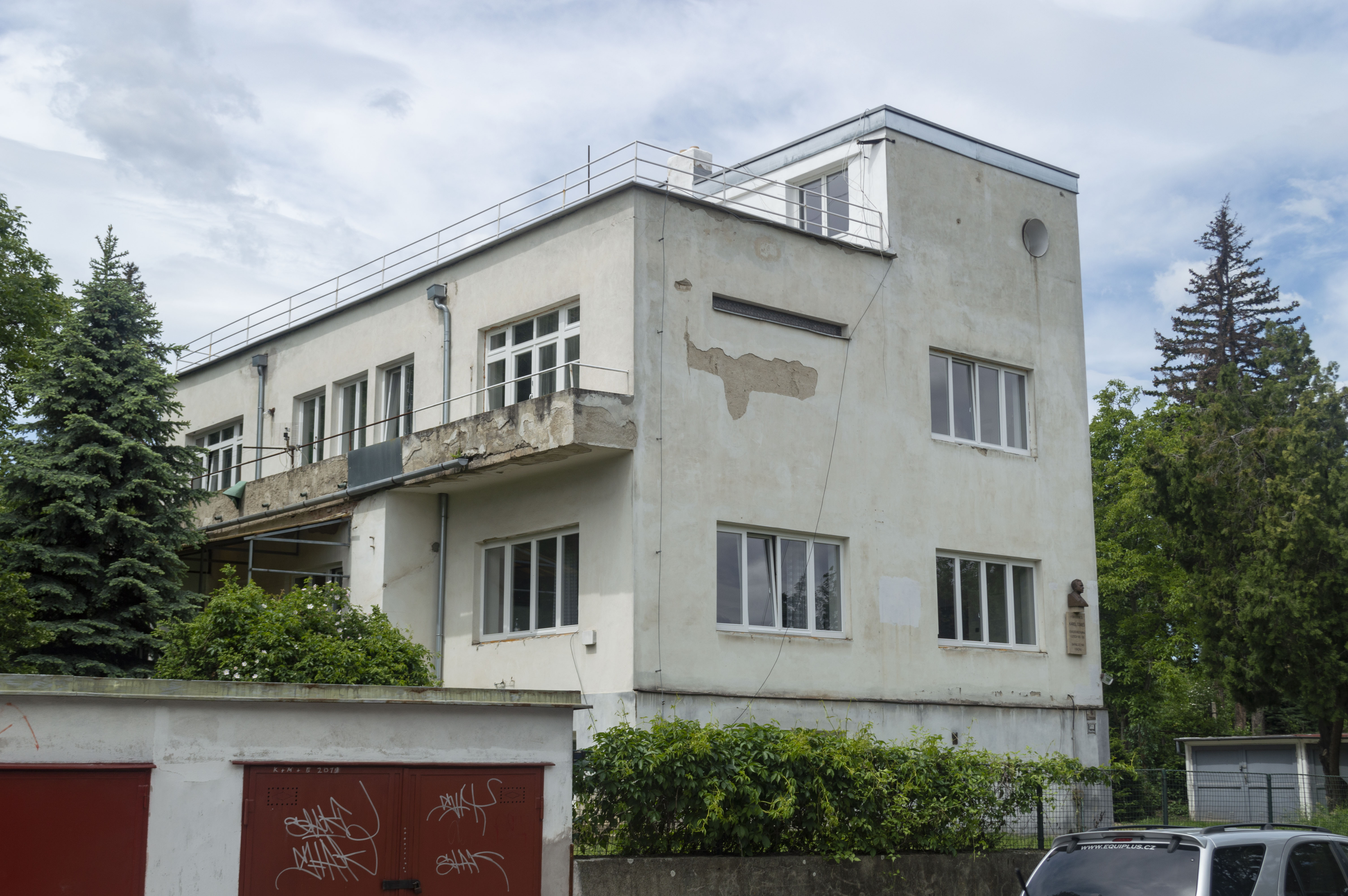
Tomešova vila